# Igor Lazko
Igor Lazko   (Sant Petersburg, 1949) és un pianista rus que ha dut a terme una carrera internacional com a intèrpret concertista i professor d'altres pianistes.

## Biografia
Igor Lazko ve d'una família amb músics de renom.
Quan comptava sis anys va ser admès a l'escola especial per a joves músics del Conservatori Rimski-Kórsakov, on va estudiar amb Pavel Serebryakov i Lekhvitskaya. Es va sentir profundament influït pel treball pianístic de Glenn Gould en la seva gira per la Unió Soviètica de 1957. Tant aquesta experiència, com els enregistraments de Gould, van constituir una font d'inspiració que el pianista el descriu en un article publicat.
Des de molt petit va mostrar un talent excepcional i, amb només catorze anys, va ser el pianista més jove premiat de la història del Concurs Internacional Johann Sebastian Bach, de Leipzig, rebent la medalla de bronze. Poc després, l'any 1965, va realitzar l'enregistrament de les Invencions a dues i tres veus per a la casa discogràfica Russian Melodiya, disc que marcaria l'inici de la seva carrera com a concertista.
La seva intensa dedicació i el seu talent excepcional li van obrir les portes al millor ensenyament que Rússia oferia. Fou alumne del Conservatori Txaikovski de Moscou en la classe de Jakov Zak, successor d'Heinrich Neuhaus, i va obtenir el Primer Premi en tots els seus anys d'estudi.
Des de 1974 fins al 1977, va desenvolupar una carrera com a solista i músic de cambra en la Unió Soviètica i va ser solista de la Filharmònica de Leningrad.

## Belgrad
Des de 1978 fins al 1992 va ser professor de la Universitat de Belgrad. En aquest període va gravar les Sis Partitas i les Variacions Goldberg de J. S. Bach. També obres de Txaikovski i altres compositors. El concert que va dedicar a la memòria del pianista canadenc Glenn Gould va ser proclamat com la "millor interpretació de la temporada 1982-1983" a Belgrad. Intensament involucrat en la vida musical del país, el seu recital del Festival de Belgrad de 1987 es va compondre completament de música de compositors serbis, mentre que el seu recital de 1989 va ser un programa de música de compositors russos: Mússorgski, Chaikovsky ("Les estacionis" op. 37, que també va gravar a Belgrad) i Rajmáninov. El seu recital de 1987 amb el violinista Črtomir Sišković va combinar música de Bach, Mozart i Txaikovski. Després d'haver guanyat, el 1981, el Congrés de Música Contemporània de Saint-Germain-en-Laye, la seva carrera el va portar a França. En 1985, en el Festival "Musique comme Bach" de Nanterre, va tocar pràcticament totes les obres per a teclat de J. S. Bach.

## Trajectòria
Ha treballat amb directors com Yuri Temirkanov, Mariss Jansons, Vladislav Chernushenko i Valery Gergiev, amb les Orquestres Filharmòniques de Leningrad i de Moscou, amb l'Orquestra de Cambra Nacional del Canadà, i amb nombrosos conjunts europeus. Establert a París des del 1992 compagina la seva activitat concertística amb el seu treball com a professor: ensenya en la Schola Cantorum de París, a l'Escola Nacional de Música de Fresnes i, en particular, en el Conservatori Rus de París "Alexandre Scriabine".
És president director del Concurs Internacional de Piano Nikolai Rubinstein (fundat el 1996). També és fundador i president del Concurs Internacional de Piano del Conservatori Rus Alexandre Scriabine (2001) a París. A més, està molt involucrat en el Concurs Internacional de Piano de Música Acadèmica de Jūrmala (Letònia), que va aconseguir la seva onzena edició l'any 2010.
Ha realitzat innombrables gires a França, Rússia, Suïssa, Alemanya, Iugoslàvia, Itàlia, Grècia i als Estats Units. També fa classes magistrals regularment al llarg de tot Europa (Itàlia, Suïssa, Alemanya, etc.) i als Estats Units.
És pianista del Trio Mendelssohn, al costat del violinista Alexandre Stajic i al violoncel·lista Dorel Fodoreanu.

## Estil
És un artista pur i un autèntic pianista. També és un músic de cambra excepcional. Posseeix, en el més elevat grau, l'art de "parlar" a través del piano que és un tret distintiu dels més grans intèrprets. Potser a causa del treball regular de l'obra de J.S. Bach, ha assolit una tècnica infal·lible. El refinat lirisme del seu estil i la seva projecció gairebé simfònica del so, units al poder espiritual del seu discurs, atorguen una profunda autenticitat a les seves interpretacions, "un malbaratament de so de gran bellesa: amb ell la música torna al que va ser el seu origen i es mostra límpida, simple i pura." (A.M.M.).

## Discos esmentats
- Invencions a dues i tres veus (J S Bach) (Melodiya 10" 33D 19399/400)
- Concert per a piano i orquestra en Fa menor (J S Bach) amb l'Orquestra de Cambra de Leningrad dirigida per Yuri Temirkanov (1968).[18]
- Variacions Goldberg, Bach (Belgrad): PGP - Produkcija Gramofonskih Ploċa Ràdio-Televisije Beograd, SOKOJ RTB 2330172 (editat a l'abril de 1985, publicat el 1987).
- Partitas, Bach (Belgrad): PGP RTB 3130096 (publicat el 17 de gener de 1985)[19]
- Les Estacions (Txaikovski), op 37a. PGP RTB 2130513.
- w. Crtomir Siskovic (vln), violin: Sonata en Sol menor 'Didone abbandonata' (Tartini); Suite no 1 (Svara Danilo); Sonatina en Sol menor (Antonin Dvořák). PGP RTB 230049; Jugoton LSY-66243.
- w. Alexandre Brussilovsky, violin: Sonata per a violí i piano en La major (César Franck); Sonata per a violí i piano en Mi bemoll major (Richard Strauss). Suoni e colori, ORCD 6712 (agost del 2000).
- w. Brussilovsky (vln), Nathanaelle Marie, obres de Khandoshkin, Afanassiev, Cui, Balakirev, Mússorgski, Txaikovski, Taneyev, Arensky, Rajmáninov, Efrem Zimbalist. Suoni e colori, 53005.
- w. Brussilovsky (vln), Amaury Wallez (bassoon), Michel Lethiec (clar.), Glinka: Trio Pathetique en Re menor. Suoni e colori 53004.